# ولادیمیر کرافچنکو
ولادیمیر کرافچنکو (به انگلیسی: Vladimir Kravchenko) (زادهٔ ۱۶ اکتبر ۱۹۴۷) شناگر اهل شوروی است.